# Симон Сињоре
Симон Сињоре (фр. Simone Signoret; Висбаден, 25. март 1921 — Отеј Онтује, 30. септембар 1985) је била француска глумица.